# Pentanol
Los pentanoles o alcoholes amílicos son compuestos orgánicos incoloros con la fórmula C5H11OH, estos compuestos son conocido por tener ocho estructuras moleculares diferentes. Posee una densidad de 0,8247 g/cm3 (a 0 °C) y tiene un punto de ebullición de 131,6 °C, es poco soluble en agua, pero es más soluble en solventes orgánicos. Posee un característico olor fuerte y un sabor muy ardiente al paladar. En su forma pura, no es tóxico, aunque los productos impuros sí lo son. En su transformación a vapor, se descompone con la producción de acetileno, etileno, propileno y otros compuestos. Es oxidado por el ácido crómico y se convierte en isovaleraldehído, y en su forma cristalina se añaden compuestos como el cloruro de calcio y el cloruro de estaño (IV).

## Isómeros
Este alcohol posee ocho isómeros:
| Nombre                                                           | Fórmula | Estructura | Nomenclatura IUPAC     |
| ---------------------------------------------------------------- | ------- | ---------- | ---------------------- |
| Alcohol amílico normal                                           |         | Primario   | 1-pentanol             |
| Carbinol isobutílico o alcohol isoamílico o alcohol isopentílico |         | Primario   | 3-metil-1-butanol      |
| Alcohol amílico activo                                           |         | Primario   | 2-metil-1-butanol      |
| Carbinol butílico terciario o alcohol neopentílico               |         | Primario   | 2,2-dimetil-1-propanol |
| Dietilcarbinol                                                   |         | Secundario | 3-pentanol             |
| Carbinol metil (n) propílico                                     |         | Secundario | 2-pentanol             |
| Carbinol metil isopropílico                                      |         | Secundario | 3-metil-2-butanol      |
| Carbinol dimetil etílico o alcohol amílico terciario             |         | Terciario  | 2-metil-2-butanol      |

Tres de estos alcoholes, el alcohol amilíco activo físicamente, el carbinol metil (n) propílico y el carbinol metil isopropílico, son ópticamente activos ya que contienen átomos de carbono asimétricos. El más importante es el carbinol isobutílico, siendo el principal complemento en la fermentación del alcohol amílico, y consecuentemente un componente del aceite de fusel. 
Los otros alcoholes amílicos pueden ser obtenidos de manera sintética. De estos, el carbinol butílico terciario es el más difícil de obtener, su síntesis fue reportado por primera vez en 1891 por L. Tissier (Comptes Rendus, 1891, 112, p. 1065) con la reducción de una mezcla de ácido acético trimetílico y clorato trimetilacético con una amalgama de sodio.